# Altes Stadion (Altenburg)
Altes Stadion – stadion sportowy w Altenburgu, w Niemczech. Został otwarty 11 lipca 1924 roku. Obiekt może pomieścić 5000 widzów.
Stadion został otwarty 11 lipca 1924 roku (wówczas jako Städtische Kampfbahn). W latach 1949–1952 na stadionie rozgrywane były spotkania Oberligi NRD z udziałem miejscowego zespołu (najpierw pod nazwą ZSG Altenburg, później jako Stahl Altenburg, od 1952 roku drużyna nosi nazwę Motor Altenburg). W latach 1950–1957 obok starego obiektu wybudowano nowy stadion, na który przenieśli się piłkarze Motoru Altenburg, a znaczenie starego obiektu znacznie spadło. W 2009 roku obok głównej płyty boiska oddano do użytku boisko ze sztuczną nawierzchnią.